# Wieża widokowa w Kurzętniku
Wieża widokowa w Kurzętniku – turystyczna wieża widokowa znajdująca się na Kurzej Górze w województwie warmińsko-mazurskim, we wsi Kurzętnik przy trasie nr 15.
Jest to pierwsza w północnej Polsce wieża widokowa ze ścieżką w koronach drzew o unikalnej konstrukcji drewnianej wykonanej z robinii akacjowej, odpornej na warunki atmosferyczne. Wieża ze ścieżką jest całoroczną infrastrukturą turystyczno-rekreacyjną.

## Opis
Budowę wieży rozpoczęto w 2020 r. Oficjalne jej otwarcie nastąpiło w marcu 2022 roku.
Wieża ma wysokość 35 m. Prowadzi do niej specjalnie skonstruowana stopniowo wznosząca się drewniana ścieżka o długości 1972 m. Cała konstrukcja to 69 wieżyczek wsporczych o wysokościach od 3 do 19 m oraz 32 wież pośrednich. Z wieży widać okoliczną dolinę Drwęcy, ruiny zamku w Kurzętniku, pobliskie Nowe Miasto Lubawskie oraz inne okoliczne miejscowości.
Do budowy wieży i ścieżki użyto robinii akacjowej. Obiekt jest łatwo dostępny dla rodzin z dziećmi i psami oraz osób z niepełnosprawnościami, a także seniorów.
Na wieżę można wejść bezpośrednio z dużego parkingu na 800 aut. Czas spaceru to około 1,5 godziny.

## Ścieżka edukacyjna
Zainstalowana ścieżka edukacyjna obejmuje tematykę historyczną – wieża góruje na terenami, które w średniowieczu znalazły się w samym centrum konfliktu polsko-krzyżackiego.
To właśnie pod Kurzętnikiem miała pierwotnie rozegrać się wielka bitwa, która ostatecznie została stoczona pod pobliskim Grunwaldem w 1410 roku – król Władysław Jagiełło zarządził odwrót, aby uniknąć walki w czasie przeprawy przez rzekę. Po latach właśnie tu przebiegała granica między zaborem pruskim i rosyjskim. Zwiedzający ponadto mogą zapoznać się z historią rozmaitych grup etnicznych zamieszkujących te ziemie oraz z ich bogatą kulturą.

W okolicy organizowane są inscenizacje historyczne związane z pobytem zakonu krzyżackiego na tych terenach (Inscenizacja Bitwy pod Grunwaldem, Oblężenie Malborka, Bitwa, której nie było 1410 na Kurzej Górze). 

Bitwa o wieżę w Kurzętniku
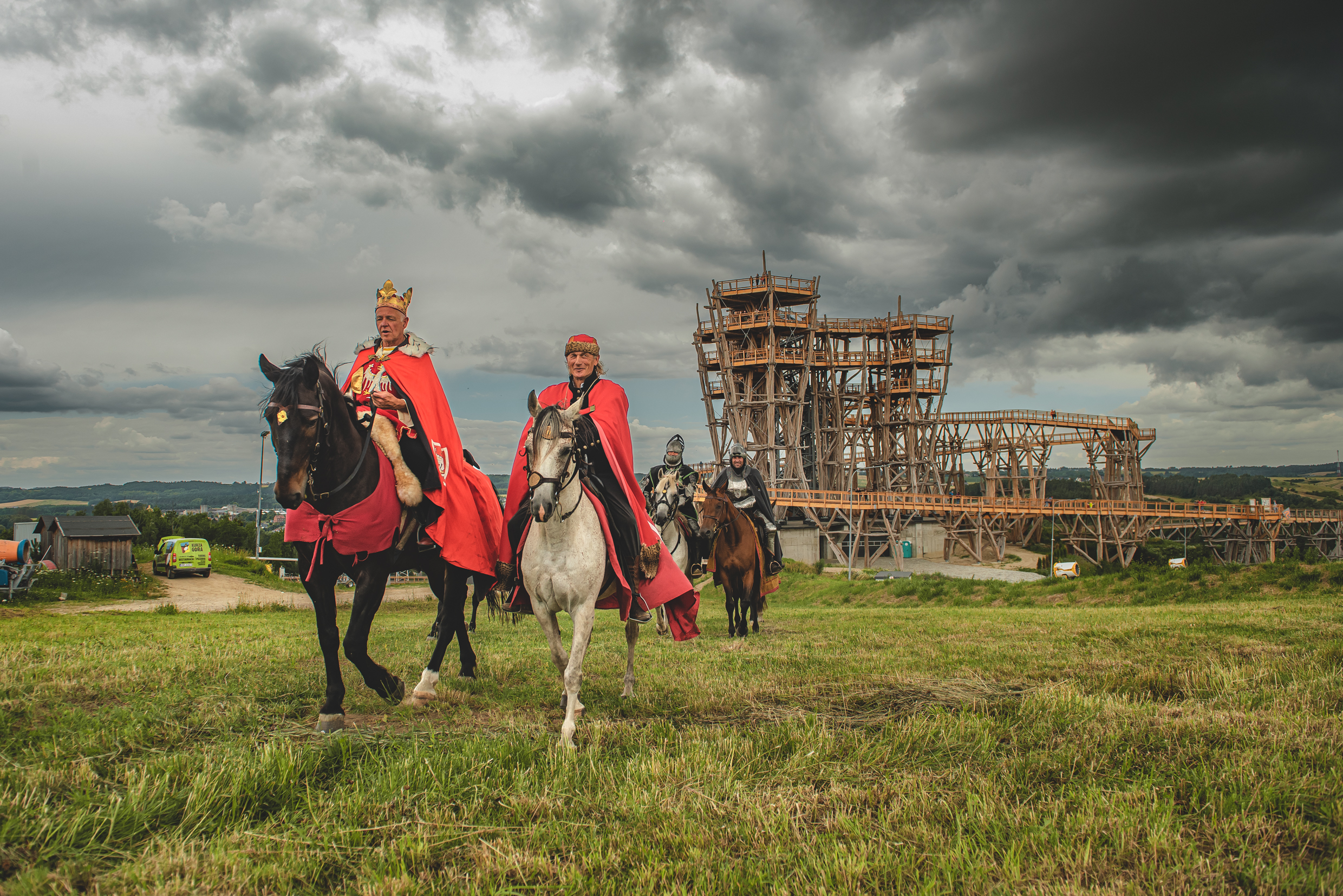
Rycerze konno na Kurzej Górze
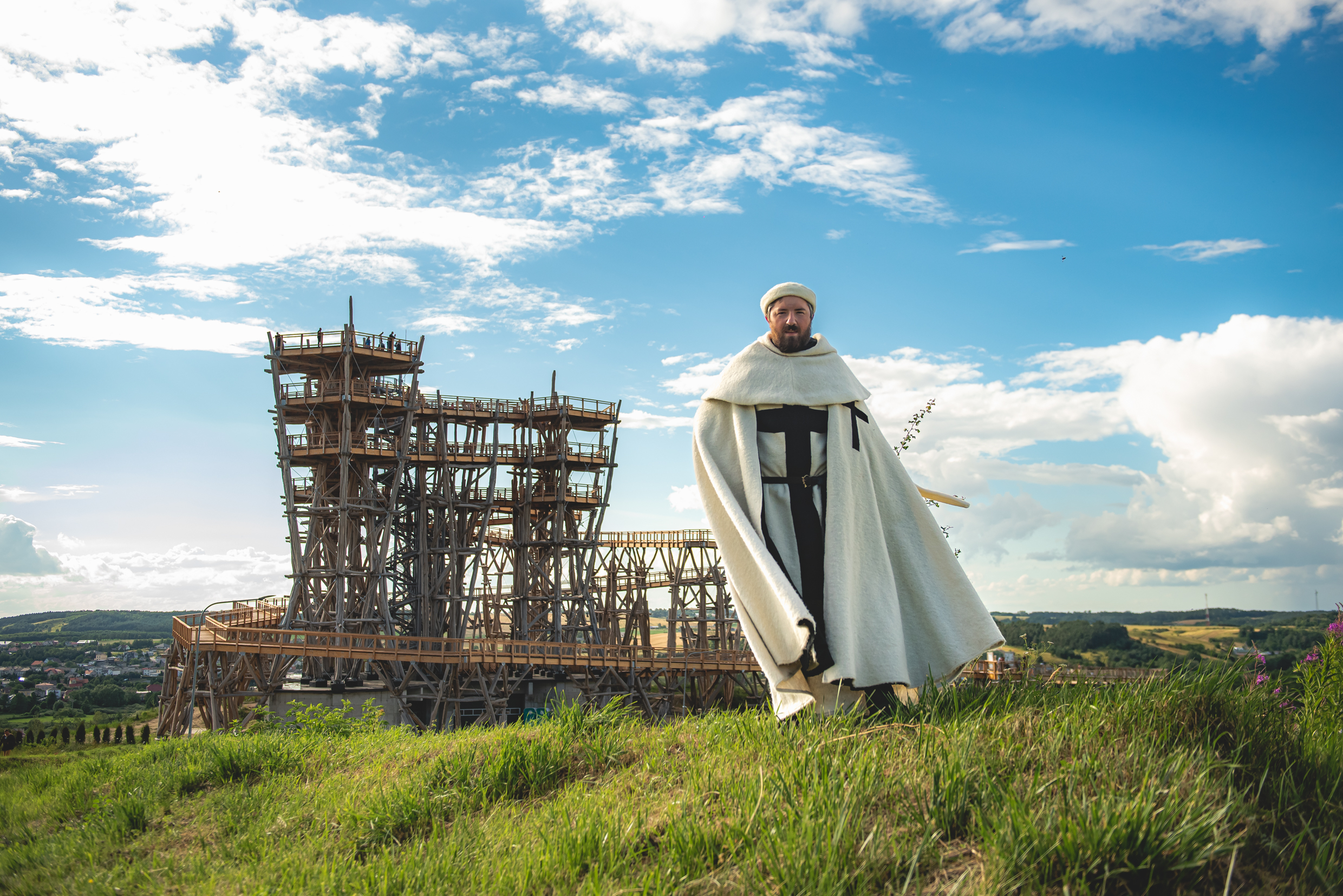
Krzyżacy na Kurzej Górze
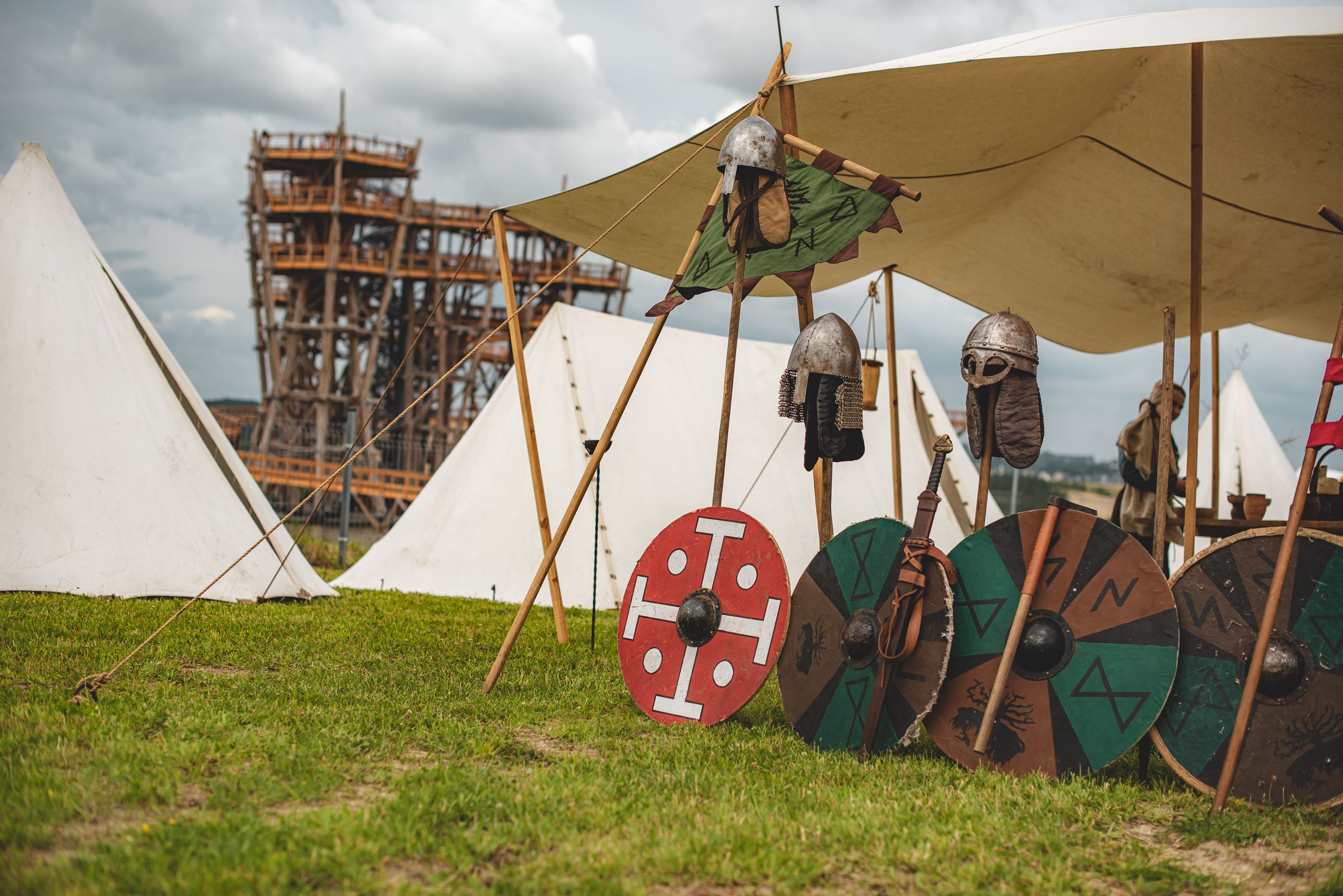
Wioska rycerska na Kurzej Górze
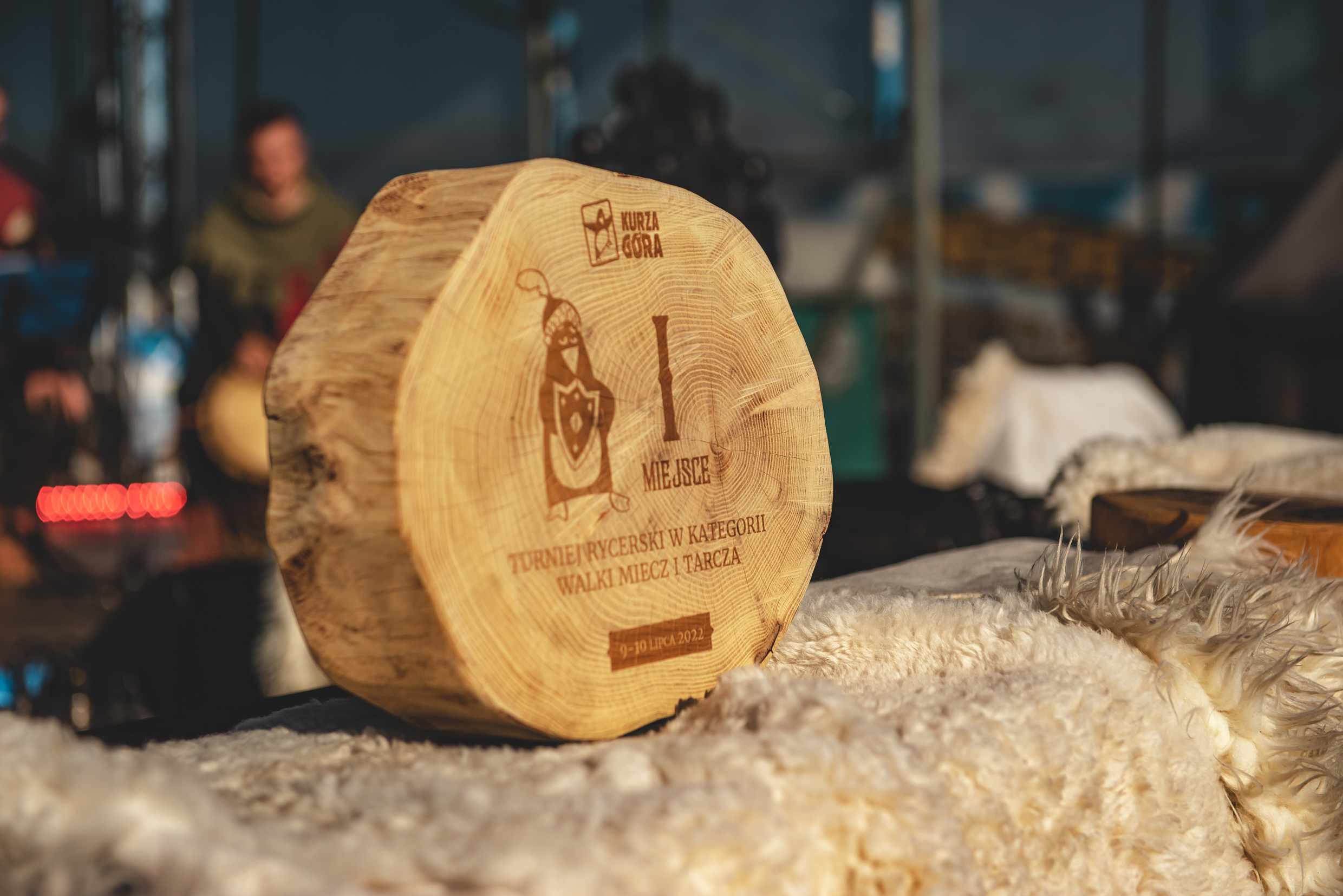
Trofeum Turnieju rycerskiego turnieju w Kurzej Górze
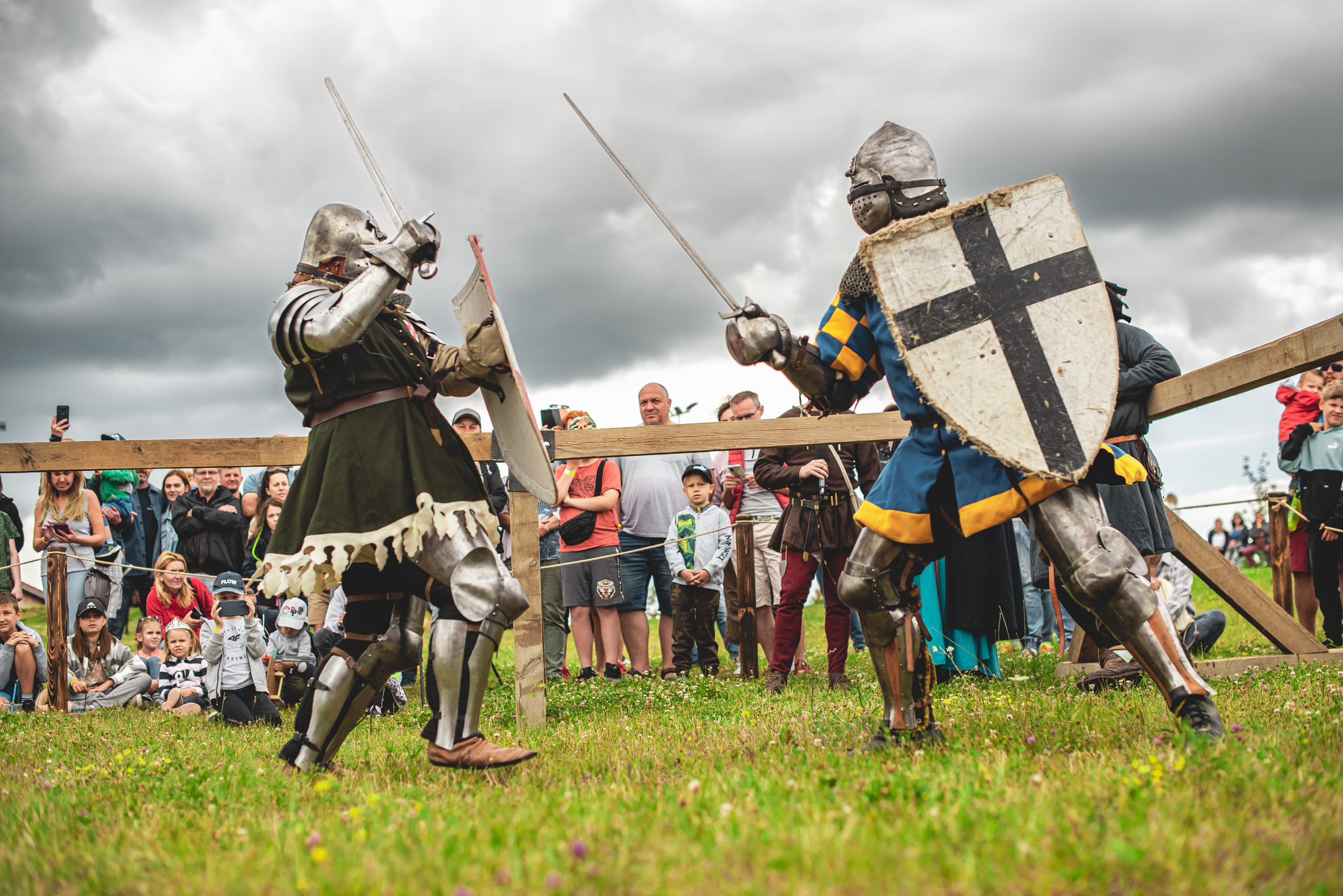
Bitwa o wieżę 2022
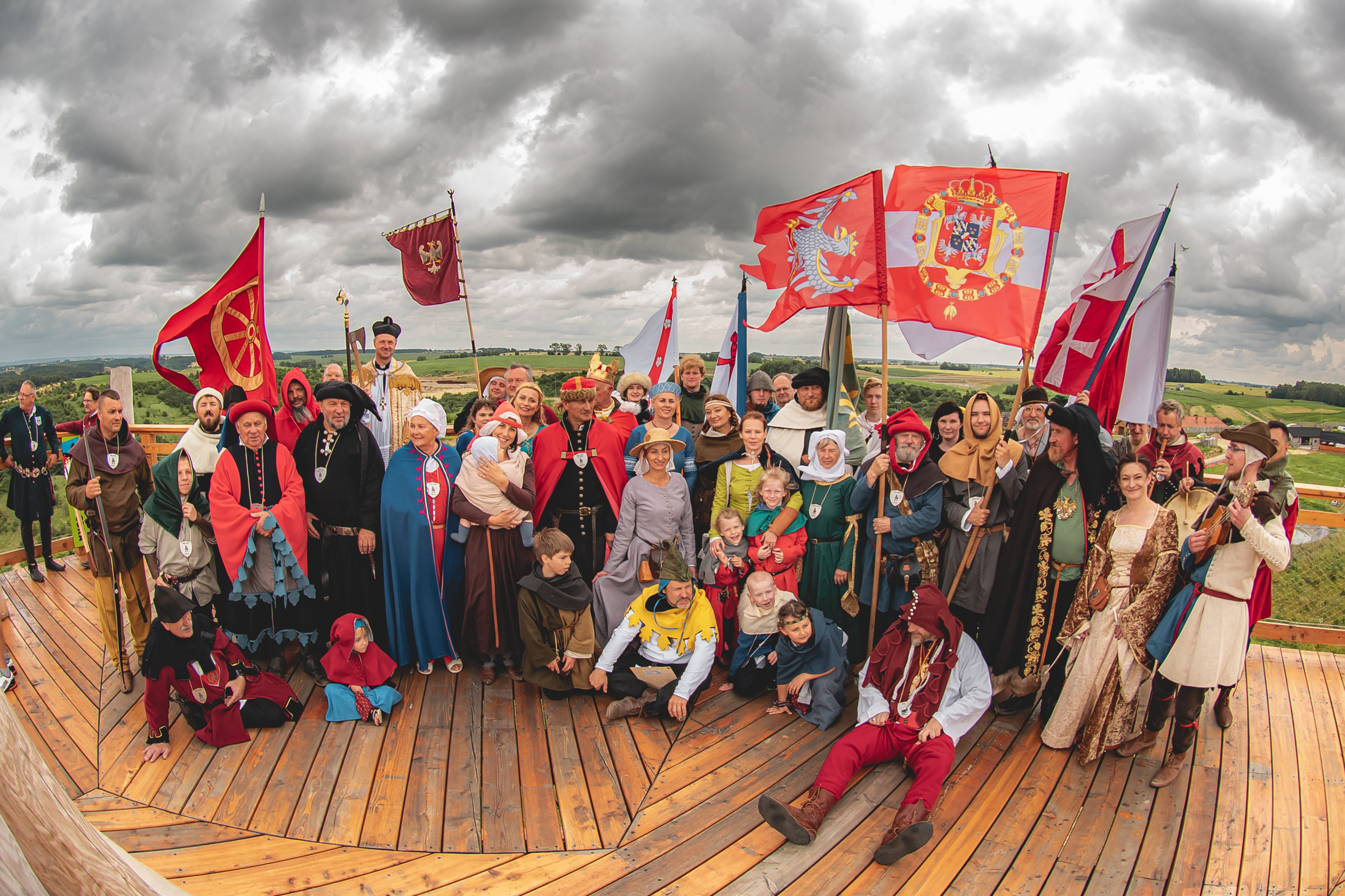
Bitwa o wieżę 2022

## Posiadana infrastruktura
Pod Wieżą działa trzypoziomowa Restauracja Akacjowa serwująca a'la carte, w tym pizzę z pieca opalanego sezonowanym drewnem bukowym. Na terenie przyległym do wieży istnieje największy w Europie tor tubingowy dla dzieci i dorosłych z 6 torami o łącznej długości 700 m, Wioska Pingwina (strefa zabaw) oraz Bike Parki i kino 9D VR. Zimą działa stacja narciarska Kurza Góra z 3 trasami narciarskimi oraz krytym lodowiskiem o powierzchni 800 m². Na obiekcie znajduje się duży parking, mogący pomieścić około 800 aut.

## Operatorzy
Obiekt należy do Spółki Kurza Góra, która tworzy "Grupę Pingwina" skupiającą pięć całorocznych obiektów narciarsko-rowerowych: 
- Słotwiny Arena w Krynicy-Zdroju
- Skolnity Ski&Bike w Wiśle
- Czarny Groń w Rzykach
- Kasina Ski&Bike w Kasinie Wielkiej
- Kurzą Górę w Kurzętniku

## Galeria

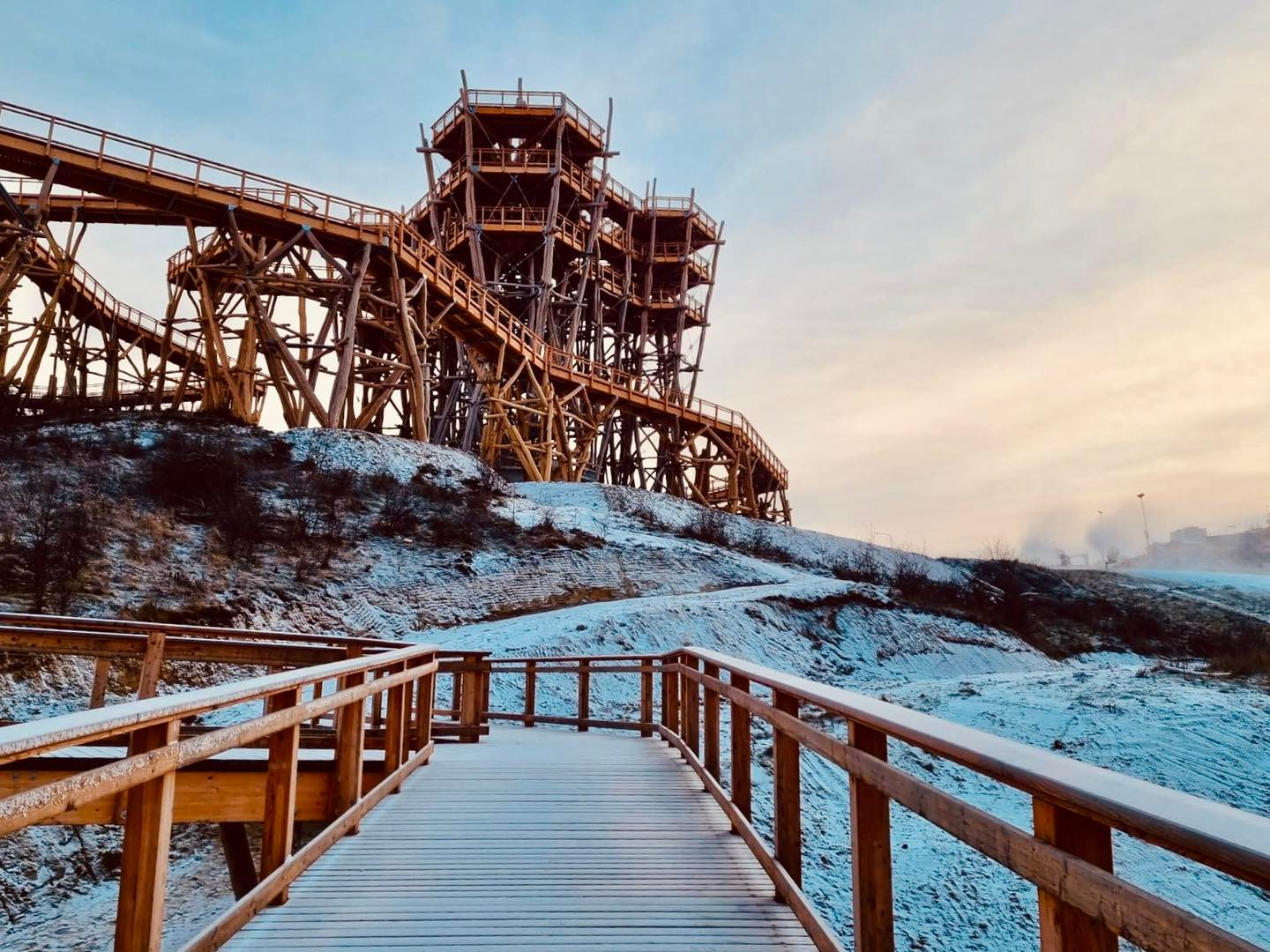
Widok zimowy na Wieży w Kurzej Górze
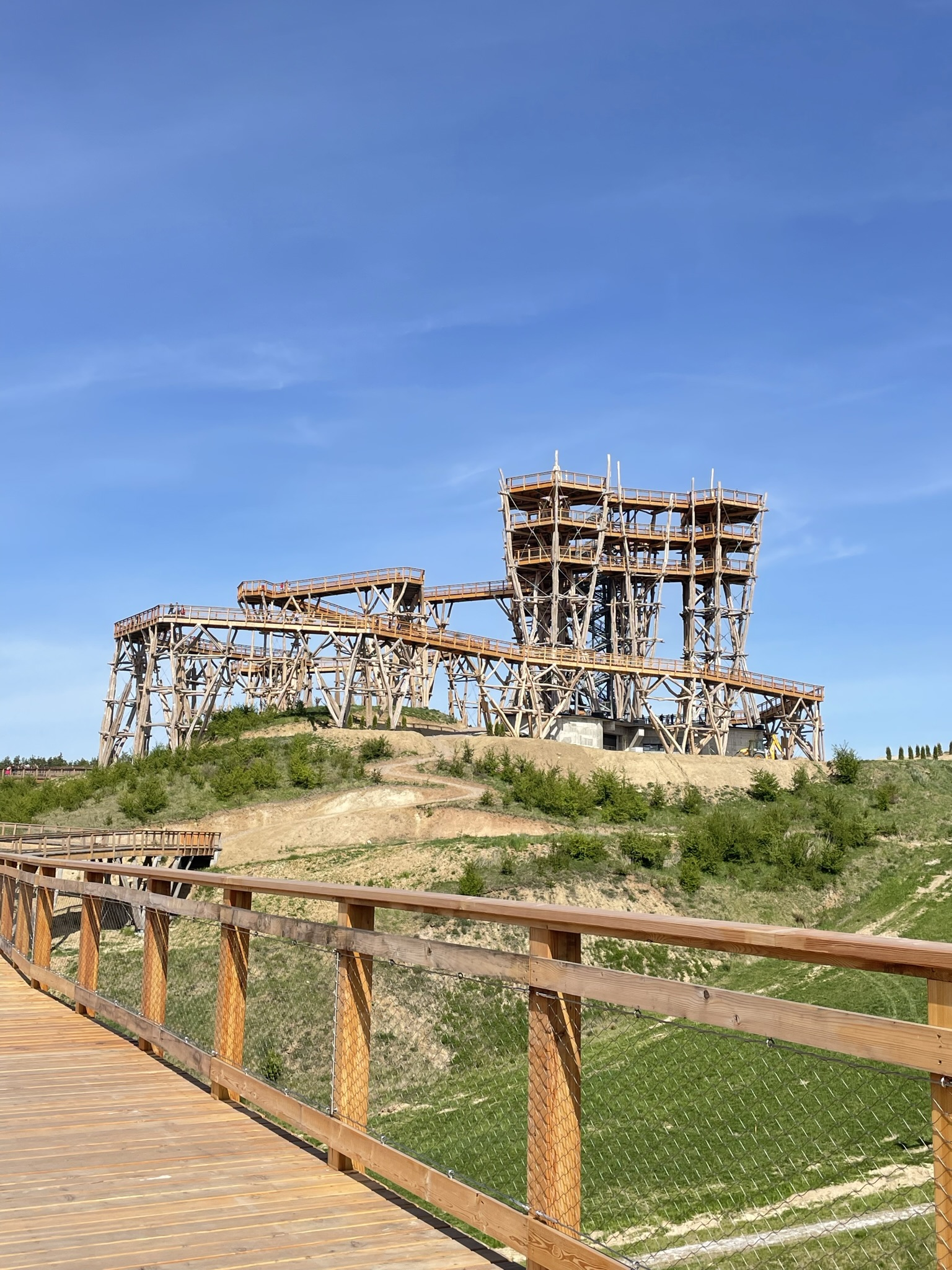
Widok letni na Kurzej Górze
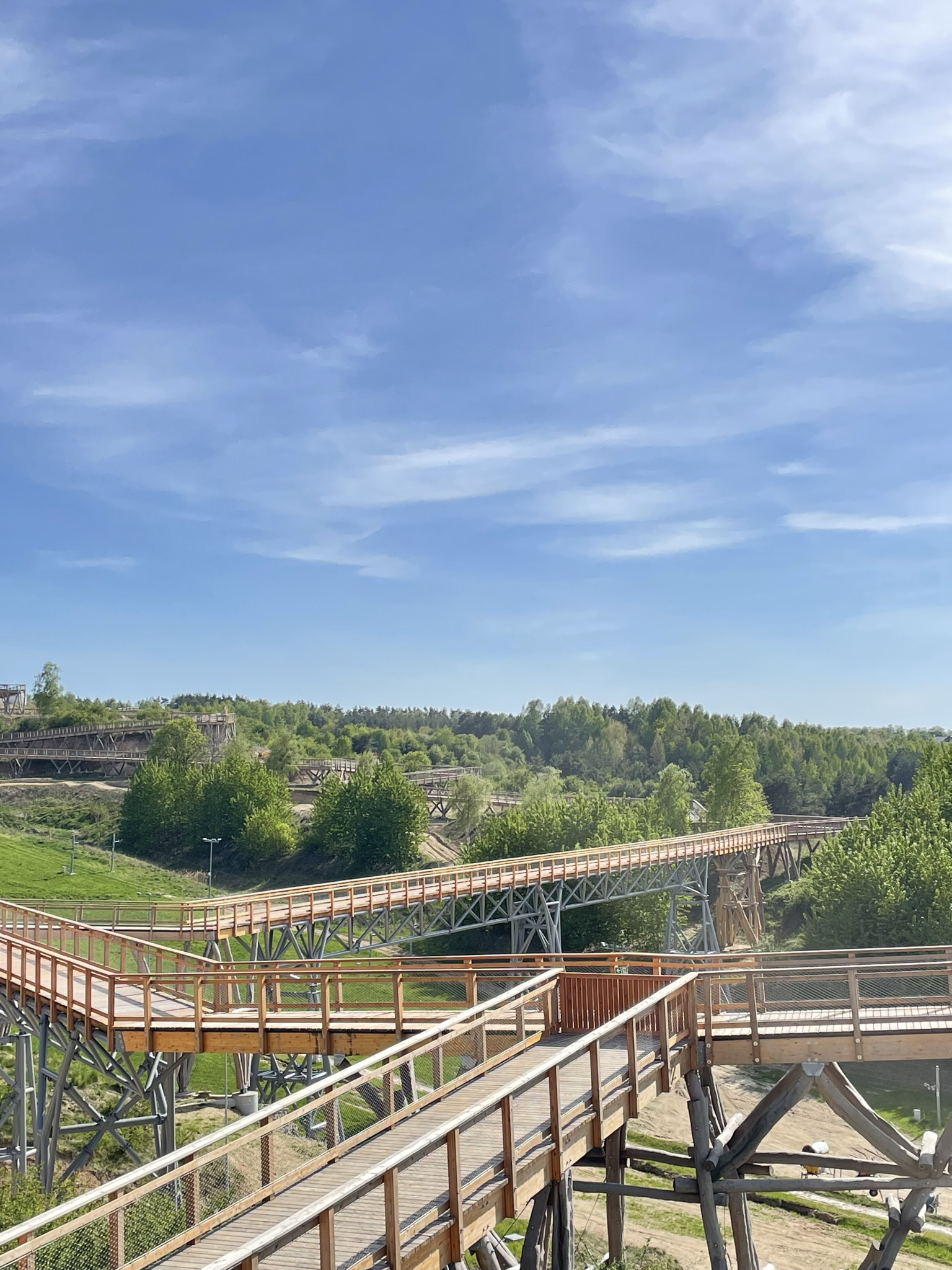
Widok letni na Kurzej Górze
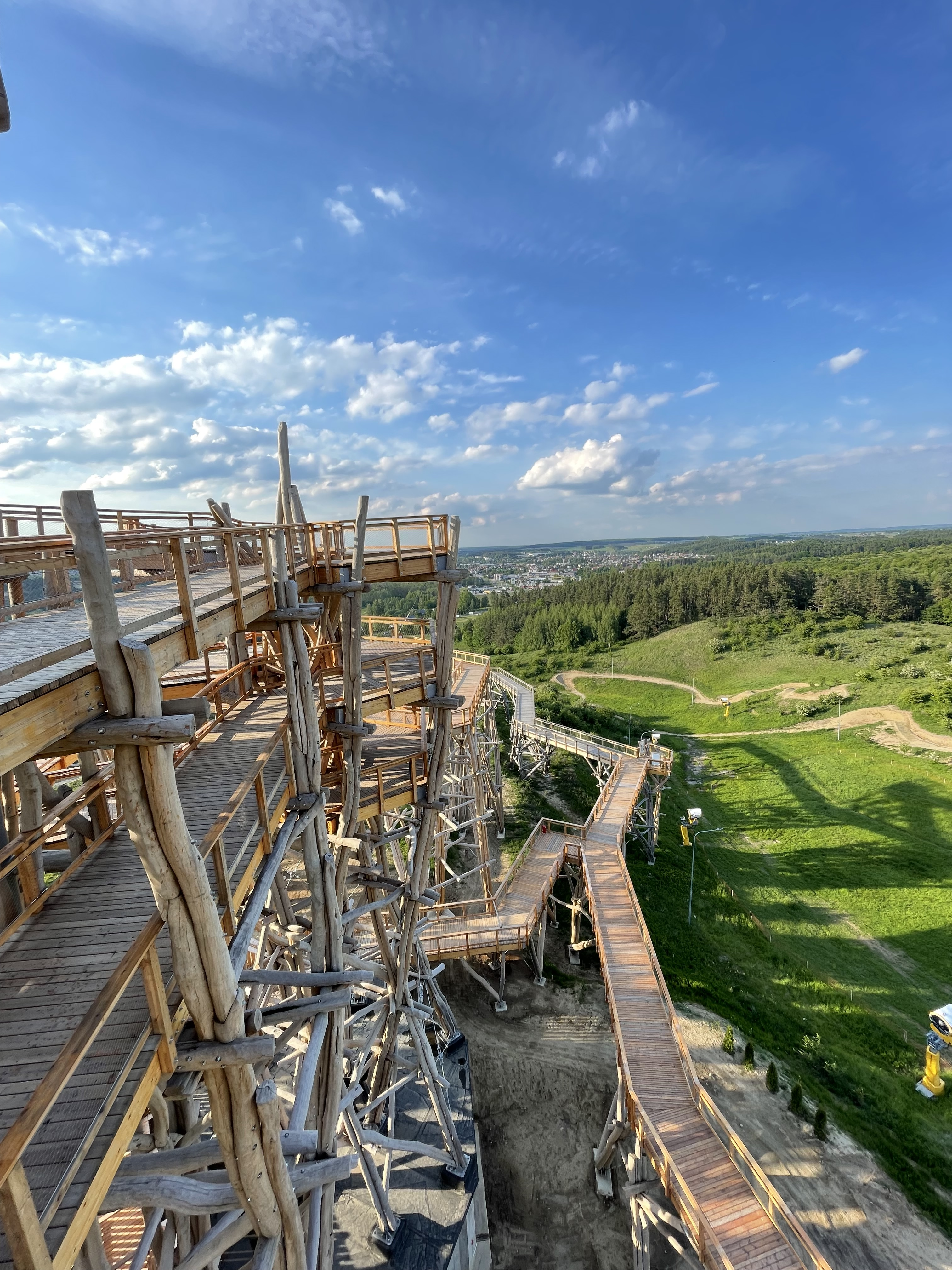
Widok  na okolice z Wieży w Kurzej Górze
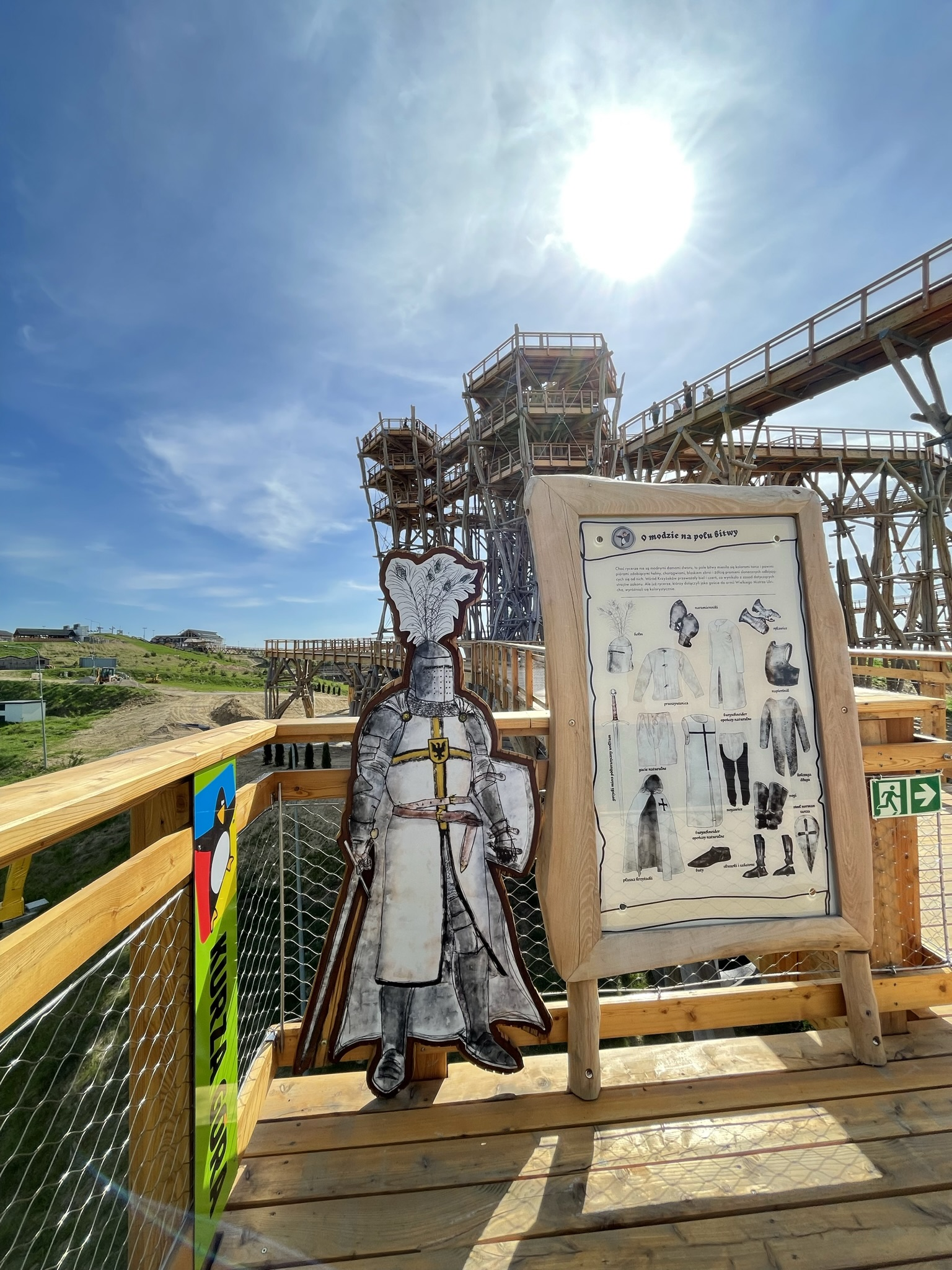
Ścieżka edukacyjna w Kurzej Górze